# Aziatische huiszwaluw
De Aziatische huiszwaluw (Delichon dasypus) is een zangvogel uit de familie van de zwaluwen (Hirundinidae).

## Verspreiding en leefgebied
Deze soort komt voor in het zuiden en oosten van Azië en telt drie ondersoorten:
- D. d. dasypus: van zuidelijk-centraal Siberië tot noordoostelijk China, Korea en Japan.
- D. d. cashmeriense: van de Himalaya tot zuidelijk-centraal China.
- D. d. nigrimentale: zuidelijk en oostelijk China en Taiwan.

## Status
De grootte van de populatie is niet gekwantificeerd maar aangenomen wordt dat de aantallen toenemen. Op de Rode lijst van de IUCN heeft deze soort de status niet bedreigd.